# مغز پیشاپسین
متنسفالون یا مغز پیشاپَسین (metencephalon) بخش پیشین پس‌مغز rhombencephalon است که به میان‌مغز mesencephalon متصل می باشد.
اصطلاح مغز پیشاپسین از توصیفات برای دسته‌بندی‌های تکوینی بخشی از دستگاه عصبی مرکزی مهره‌داران است. مغز پیشاپسین از پل مغز، و مخچه ترکیب شده و بخشی از بطن چهارم، عصب سه‌قلو، عصب ابدوسنس، عصب چهره‌ای، و بخشی از عصب دهلیزی حلزونی را شامل می‌شود.